# A hercegnő (film, 2022)
A hercegnő (eredeti cím: The Princess) 2022-es amerikai akcióvígjáték, melyet Le-Van Kiet rendezett. A főbb szerepekben Joey King, Dominic Cooper, Olga Kurylenko és Veronica Ngo látható.
2022. július 1-jén jelent meg a Hulun. Általánosságban vegyes és pozitív véleményeket kapott a kritikusoktól, akik dicsérték King alakítását, de a forgatókönyvet kritizálták. Kinget a legjobb akciófilmes színésznőnek jelölték a 2023-as Critics' Choice Super Awards-on.

## Cselekmény
Mivel nincs férfi örökös, a hercegnőnek hozzá kell mennie a gonosz Lord Juliushoz. Az utolsó pillanatban azonban otthagyja őt az oltárnál. Bosszúból Julius megtámadja szülei királyságát, foglyul ejti az udvaroncot, a hercegnőt pedig bezárja a kastély legmagasabb tornyába, hogy mégiscsak megszerezze a koronát. Amikor a hercegnő magához tér és felismeri a helyzet súlyosságát, felveszi a harcot Julius és szeretője, Moira ellen. Legyőzi az őröket, és emeletről emeletre leküzdi magát.
Útközben több zsoldost is meg kell ölnie, ezért Juliust és Moirát végül riasztják, és több embert küldenek utána. A hercegnő kitér üldözői elől, és találkozik Linh-nel, aki megmenekült a kastély kifosztása elől, majd csatlakozik hozzá a küzdelemben. Miközben megpróbálnak eljutni a csatornába, onnan pedig a várbörtönökbe, kénytelenek megküzdeni Moirával, Linh pedig hátramarad, hogy feltartóztassa őket. A hercegnő kiszabadítja a családját, de őt és Linh-t elfogják és Juliushoz viszik. Amikor a lány továbbra is szembeszáll vele, Julius úgy dönt, megerősíti trónkövetelését azzal, hogy helyette feleségül veszi Violetet, a hercegnő húgát. Amikor a hercegnő fellázad, a kastély közeli tavába dobják, hogy megfulladjon, míg Linh és Violet egy titkos ajtón keresztül menekül.
A hercegnő túléli a támadást, és visszasurran a kastélyba, ahol újra találkozik Linh-nel és Violettel. A három hölgy egy titkos fegyvertárban felfegyverkezik. Miközben a hercegnő és Linh a zsoldosokkal harcol, Violet kiszabadítja Linh nagybátyját, Khai-t. Violetet nem sokkal később elfogják. Linh megsebesül a Julius elleni harcban, de a hercegnő megöli Moirát és párbajra hívja Juliust. A megfelelő pillanatban a hercegnő képes megölni őt. A király – meggyőződve lánya erejéről és odaadásáról – a hercegnőt nevezi ki trónörökösnek, és törvényt hoz, amely lehetővé teszi, hogy a királyságban a nők maguk választhassák meg életútjukat.

## Szereplők
| Szerep     | Színész        | Magyar hang   |
| ---------- | -------------- | ------------- |
| A hercegnő | Joey King      | Csuha Borbála |
| Julius     | Dominic Cooper | Hevér Gábor   |
| Moira      | Olga Kurylenko | Pikali Gerda  |
| Linh       | Veronica Ngo   |               |
| A király   | Ed Stoppard    |               |
| A királynő | Alex Reid      |               |

## Fordítás
- Ez a szócikk részben vagy egészben  a   The Princess (2022 action film) című angol Wikipédia-szócikk fordításán alapul.  Az eredeti cikk szerkesztőit annak laptörténete sorolja fel. Ez a jelzés csupán a megfogalmazás eredetét és a szerzői jogokat jelzi, nem szolgál a cikkben szereplő információk forrásmegjelöléseként.